# 3-メチルブタン酸エチル
3-メチルブタン酸エチル（3メチルブタンさんエチル）とは、3-メチルブタン酸が有するカルボキシ基と、エタノールが有する水酸基とが、脱水縮合した有機化合物である。したがって、分子式はC7H14O2であり、分子量は約130である。慣用名でイソ吉草酸エチルなどとも呼ばれる。CAS登録番号は、108-64-5である。

## 性質
3-メチルブタン酸エチルの常圧における沸点は約132 ℃であり、常温常圧では、無色の液体として存在する

。なお、20 ℃における密度は、0.862 (g/ml)から0.868 (g/ml)程度である。また、ナトリウムD線を用いて屈折率を計測すると、20 ℃では、1.394から1.400程度である。

## 用途
3-メチルブタン酸エチルは、そのまま香料として利用される場合もある
。
例えば、イチゴやメロンなどの果物の香りを作成する場合に、その材料の1つとして、他の香料と混ぜて使用する

。
なお、3-メチルブタン酸エチルを、飴やジャムに使用した場合の濃度は、約0.010から0.015パーセント程度である。また、3-メチルブタン酸エチルを、アイスクリームに使用した場合の濃度は、約0.00005から0.001パーセント程度と低い。
これらとは別に、3-メチルブタン酸エチルは、他の有機化合物を合成する際の原料として用いられる場合もある。

## 規制
3-メチルブタン酸エチルの引火点は35 ℃であり、日本では危険物に指定されている。